# Selat Laut
Selat Laut är ett sund i Indonesien.   Det ligger i provinsen Kalimantan Selatan, i den västra delen av landet, 1 100 km öster om huvudstaden Jakarta.